# Граф Гевірца
Граф Гевірца — сильно регулярний граф з 56 вершинами та валентністю 10. Граф названо ім'ям математика Аллана Гевірца (Allan Gewirtz), який описав граф у своїй дисертації.

## Побудова
Граф Гевірца можна побудувати в такий спосіб. Розглянемо єдину систему Штейнера {\displaystyle S(3,6,22)} з 22 елементами та 77 блоками. Виберемо довільний елемент і вважатимемо вершинами 56 блоків, пов'язаних із цим елементом. З'єднуємо ребром два блоки, якщо вони не перетинаються.
За цією побудовою можна вкласти граф Гевірца в граф Гіґмана — Сімса.

## Властивості
Характеристичний многочлен графа Гевірца дорівнює
{\displaystyle (x-10)(x-2)^{35}(x+4)^{20}.\,}
Тому граф є цілим графом — графом, спектр якого складається лише з цілих чисел. Граф Гевірца повністю визначений своїм спектром.
Число незалежності графа дорівнює 16.